# Линч, Джон (актёр)
Джон Линч (англ. John Lynch; род. 26 декабря 1961, Корриньшего) — ирландский актёр, получивший известность после ролей в фильмах «Дневник террориста», «Мужской стриптиз» и «И целого мира мало», а также в сериале ABC «Однажды в сказке». Номинант на премию BAFTA.

## Биография
Джон Линч родился в Корриньшего, графство Арма, Северная Ирландия. Он учился в колледже Святого Колмана, Ньюри. Начал играть в спектаклях на ирландском языке в школе в первые годы конфликта в Северной Ирландии. Старший из пяти детей отца-ирландца и матери-итальянки из Тривенто (Кампобассо). Его младшая сестра Сьюзен и его племянник Томас Финнеган также актеры.
Линч появлялся во многих фильмах, связанных с конфликтами в Северной Ирландии, таких как «Дневник террориста» (1984) с Хелен Миррен, «Во имя отца» (1993) с Дэниелом Дэй-Льюисом, «Станционный смотритель» (1992) с Джули Кристи и Дональдом Сазерлендом, «Ничего личного» и «Сын матери» (1996), также с Миррен, а также фильм на ирландскую тему «Эвелин» (2002). Он играл роль второго плана в фильме Дерека Джармана «Эдвард II» (1991), в роли лорда Крэйвена в фильме Агнески Холланд «Таинственный сад» (1993), в роли Тэджа в «Тайне острова Роан-Иниш» (1994) и в роли Джерри в «Осторожно, двери закрываются» (1998).
Линч сыграл роль легенды футбола Джорджа Беста в фильме 2000 года «Бест». Он сыграл главную роль в австралийском полнометражном фильме «Ребенок ангела», получив премию Австралийского института кино за лучшую главную роль и премию австралийских кинокритиков за лучшую мужскую роль 1995 года. В 1996 году он был номинирован на премию «Спутниковый фильм» за фильм «Молл Фландерс». работала с известным бельгийским режиссером Марион Хансель над ее адаптацией романа номинированного на Букера писателя Деймона Галгута «Карьер» (также известного как La Faille; 1998), который выиграл премию «Лучший фильм» на Монреальском кинофестивале. На кинофестивале в Форт-Лодердейле в 2000 году он выиграл лучшую мужскую роль за главную роль в фильме «Лучший». Он написал сценарий, и он сопродюсер фильма.
Он был номинирован на премию BAFTA за роль Кэла, а также на ирландскую премию кино и телевидения за роль в фильме «Война детей». Он снялся в фильме «Пятидневный приют» в роли Стивена, который получил европейскую кинопремию и участвовал в конкурсе на Римском кинофестивале. Он сыграл главную роль в первом полнометражном фильме Крейга Вивьероса - тюремной драме «Призраки». Он сыграл роль Вульфстена в «Чёрной смерти» и появился в киноверсии романа Майкла Морпурго 2012 года «Мирный рядовой».
Линч является писателем. Его первый роман «Разорванная вода» был опубликован в ноябре 2005 года «Четвертым сословием», литературным изданием Харпера и Коллинза, а его второй, «Падение с небес», был опубликован 13 мая 2010 года тем же издателем.

## Избранная фильмография
| Год       |   | Русское название               | Оригинальное название     | Роль                 |
| --------- | - | ------------------------------ | ------------------------- | -------------------- |
| 1984      | ф | Дневник террориста             | Cal                       | Кэл                  |
| 1990      | ф | Железо                         | Hardware                  | Шейдс                |
| 1990      | с | Making Out                     | Making Out                | Гэвин                |
| 1991      | ф | Эдуард II                      | Edward II                 | Спенсер              |
| 1993      | ф | Таинственный сад               | The Secret Garden         | лорд Крэйвен         |
| 1993      | ф | Во имя отца                    | In the Name of the Father | Пол Хиллн            |
| 1994      | ф | Тайна острова Роан-Иниш        | The Secret Of Roan Inish  | Тадг                 |
| 1994      | ф | Принцесса Карабу               | Princess Caraboo          | Амон МакКарти        |
| 1996      | ф | Молль Флендерс                 | Moll Flanders             | Джонатан             |
| 1998      | ф | Осторожно, двери закрываются   | Sliding Doors             | Джерри               |
| 2003      | ф | Охотник за пришельцами         | Alien Hunter              | доктор Михаил Страуб |
| 2008      | ф | Лагерь                         | In Transit                | Яков                 |
| 2013—2016 | с | Крах                           | The Fall                  | Джим Бёрнс           |
| 2014      | с | Активы                         | The Assets                | Виталий Юрченко      |
| 2018      | с | Террор                         | The Terror                | Джон Бридженс        |
| 2019      | с | Стальная звезда                | Tin Star                  |                      |
| 2019      | с | Медичи                         | Medici                    | папа Сикст IV        |
| 2020—2022 | с | Голова                         | The Head                  | Артур Уайлд          |
| 2021      | ф | Проклятие. Призраки дома Борли | Banishing                 | Малахий              |

## Награды
BAFTA
- 1985 — в номинации «Лучшая мужская роль» («Дневник террориста»)